# Groupe de NGC 3668
Le groupe de NGC 3668 comprend au moins cinq galaxies situées dans la constellation de la Grande Ourse. La distance moyenne entre ce groupe et la Voie lactée est d'environ 55,1 Mpc (∼180 millions d'al). 

## Membres
Le tableau ci-dessous liste les cinq galaxies du groupe indiquées dans l'article de A.M. Garcia paru en 1993.   
| Nom                     | Class.  | Type               | α (J2000.0)   | δ (J2000.0) | Vitesse radiale (km/s) | m                    | Distance (Mpc) | Diamètre (kal) |
| ----------------------- | ------- | ------------------ | ------------- | ----------- | ---------------------- | -------------------- | -------------- | -------------- |
| NGC 3668                | SBbc    | Spirale barrée     | 11h 25m 30.4s | 63° 26′ 47″ | 3446 ± 3               | 12,3                 | 52,7 ± 3,7     | 119            |
| UGC 6429                | SA(rs)c | Spirale            | 11h 25m 19.0s | 63° 43′ 43″ | 3724 ± 5               | 13,3                 | 56,7 ± 4,0     | 167            |
| UGC 6520                | SB?     | Spirale barrée     | 11h 32m 28.1s | 62° 30′ 26″ | 36224 ± 2              | 13,4                 | 55,3 ± 3,9     | 93             |
| MCG 11-14-25A PGC 35219 | E?      | Elliptique         | 11h 26m 56.6s | 63° 25′ 31″ | 3608 ± 2               | 12,805 ± 0,002 asinh | 55,1 ± 3,9     | 43             |
| MCG 11-14-29 PGC 35623  | Sc(f)   | Spirale floculante | 11h 32m 43.5s | 62° 25′ 52″ | 3650 ± 53              | 13,99 ± 0,01         | 51,0 ± 4,2     | 47             |

Le site DeepskyLog permet de trouver aisément les constellations des galaxies mentionnées dans ce tableau ou si elles ne s'y trouvent pas, l'outil du site constellation permet de le faire à l'aide des coordonnées de la galaxie. Sauf indication contraire, les données proviennent du site NASA/IPAC. 